# Verband Österreichischer Philatelistenvereine
Der Verband Österreichischer Philatelistenvereine (VÖPh) ist der Dachverband der rund dreihundert österreichischen Briefmarkensammler- bzw. Philatelie-Vereine und gemeinsam mit der Österreichischen Post Herausgeber der einzigen österreichischen und Europas auflagenstärksten Fachzeitschrift für Philatelie mit dem Titel „Die Briefmarke“.

## Beschreibung
Der am 9. März 1921 gegründete Verband vertritt etwa 7.500 Briefmarkensammler in etwa 205 Arbeitsgemeinschaften, Sektionen, Tauschstellen und Vereinen sowie direkt im Verband. Als Verbandsziele wurden u. a. die Unterstützung beim Sammeln von philatelistischem Material, die Förderung der Beschäftigung mit der Postgeschichte und die Herausgabe einer Philatelie-Fachzeitschrift festgelegt.

## Wiener Internationale Postwertzeichen Ausstellung (WIPA)
Der VÖPh war gemeinsam mit der Österreichischen Post Veranstalter dieses zuletzt vom 18. bis 21. September 2008 durchgeführten philatelistischen Großereignisses in Wien.

## Dachorganisationen
Der österreichische Dachverband ist Mitglied bei der FIP (Fédération Internationale de Philatélie mit Sitz in der Schweiz) und bei der FEPA (Federation of European Philatelic Associations mit Sitz in Dänemark).

## Zusammenarbeit
Der Dachverband arbeitet zusammen mit 
- der Österreichischen Post (VIP Club Philatelie und Sammlerservice der Österreichischen Post)
- der Postverwaltung der Vereinten Nationen (UNPA) in Wien,
- dem Österreichischen Briefmarken- und Münzenhändler-Verband (ÖBMHV)
- der Österreichischen Staatsdruckerei
- dem Verband Österreichischer Briefmarkenprüfer (VÖB)
- dem Austria Netto Katalog
- der Association Internationale des Journalistes Philatéliques

## Publikationen
- Die Briefmarke, monatlich erscheinende österreichische Fachzeitschrift für Philatelie (Medieninhaber und Herausgeber), Umfang 68 Seiten durchgehend in Farbe, Auflage 35.000 Exemplare[1]